# روبن فالکن
روبن فالکن (انگلیسی: Rubén Falcón؛ زادهٔ ۸ اکتبر ۱۹۷۷) بازیکن فوتبال اهل اسپانیا است.
از باشگاه‌هایی که در آن بازی کرده‌است می‌توان به باشگاه فوتبال رایو وایکانو، باشگاه فوتبال رئال ساراگوسا، باشگاه فوتبال اوئسکا، باشگاه فوتبال آلمریا، باشگاه فوتبال ایبار، و باشگاه فوتبال لگانس اشاره کرد.